# Hírügynökségek listája
Az alábbiakban látható a fontosabb hírügynökségek listája, országok neve szerinti betűrendben:

## Albánia
- Agjencia Telegrafike Shqiptare (Albanian Telegraphic Agency, ATA, Tirana)

## Amerikai Egyesült Államok
- Associated Press (AP, New York)
- City News Bureau of Chicago
- Cox
- Knight-Ridder
- Bloomberg L.P.
- Pacific News Service
- United Press International (UPI, New York)

## Argentína
- AICA (Agencia Informativa Católica Argentina, Buenos Aires)
- Télam (Telenoticiosa Americana, Buenos Aires)

## Ausztrália
- Australian Associated Press (AAP, Sydney)

## Ausztria
- Austria Presse Agentur (APA, Bécs)

## Belgium
- BELGA (Agence Télégrphique Belge de Presse, Brüsszel)

## Dánia
- RB (Ritzaus Bureau, Koppenhága)

## Dél-afrikai Köztársaság
- SAPA (The South African Press Association, Johannesburg)

## Dél-Korea
- Yonhap News

## Egyiptom
- MENA (Middle East News Agency, Kairó)

## Észak-Korea
- Koreai Központi Hírügynökség (Korean Central News Agency, KCNA)

## Finnország
- STT-FNB (Suomen Tietotoimisto-Finska Notisbyran, Helsinki)

## Franciaország
- Agence France-Presse (AFP, Párizs)
- Agence Havas (1835–1940) az első franciaországi hírügynökség

## Görögország
- ANA (Athenagence, Athén)

## Hollandia
- ANP (Algemeen Nederlandsch Presbureau, Hága)

## India
- PTI (Press Trust of India, Bombay)

## Izrael
- ITIM (Honut Israel Meougnedet, Tel Aviv)

## Japán
- Kyodo (Kyodo Tsushin, Tokió)

## Jugoszlávia
- TANJUG (Telegrafska Agencija Jugoslavija, Belgrád)

## Kanada
- Canadian Press (CP, Ottawa)
- Canadian University Press

## Kína
- Új Kína (Xinhua News Agency, Peking)
- China News Service

## Lengyelország
- Polska Agencja Prasowa (PAP, Varsó)

## Magyarország
- Magyar Távirati Iroda (MTI, Budapest)
- HavariaPress Hírügynökség
- Kontra Hírügynökség

## Nagy-Britannia
- EXTEL (The Exchange Telegraph, London)
- Reuters (London)
- The Press Association (PA, London)

## Német Demokratikus Köztársaság
- ADN (Allgemeine Deutsche Nachrichtendienst, Kelet-Berlin) (1946–1992)

## Németország
- DPA (Deutsche Presse Agentur, Berlin)
- SAD – (Springer-Ausland-Dienst, Hamburg)

## Olaszország
- Agenzia Nazionale Stampa Associata (ANSA, Róma)

## Oroszország
- TASZSZ (1992–2014: ITAR-TASZSZ, Moszkva)
- RIA Novosztyi (Moszkva)
- Interfax

## Portugália
- ANOP (Agencia Noticiosa Oficial Portuguesa, Lisszabon)

## Románia
- Agerpres (Bukarest)
- Mediafax (Bukarest)
- Rador (Bukarest)

## Spanyolország
- EFE (Agencía EFE, Madrid)

## Svájc
- ATS-SDA (Agence Télégraphique Suisse/Schweizerische Depeschenagentur, Bern)

## Svédország
- TT (Tidningarnas Telegrambyra, Stockholm)

## Szlovákia
- SITA (Slovenská Tlačová Agentúra, Pozsony)
- TASR (Tlačová agentúra Slovenskej republiky, Pozsony)

## Vatikán
- Fides-Service